# Fabien Berneau
Pour les articles homonymes, voir Berneau (homonymie).
Pas d'image ? Cliquez ici

a Compétitions nationales et continentales officielles uniquement.

Dernière mise à jour le 25 août 2015.
Fabien Berneau, né le 7 septembre 1980 à Perpignan (Pyrénées-Orientales), est un joueur de rugby à XV français qui a évolué au poste de troisième ligne aile.

## Biographie
Natif de Perpignan, Fabien Berneau a grandi à Rivesaltes. Il commence le rugby à Rivesaltes XV puis dans les équipes de jeunes du Stade toulousain, où il évolue jusqu'en catégorie Espoirs. Il intègre ensuite le Stade aurillacois de 2003 à 2006, puis signe avec l'US Colomiers, où il est demeuré jusqu'à l'arrêt de sa carrière.
Il devient ensuite entraîneur du centre de formation du l'US Colomiers. Le 18 février 2019, il est nommé entraîneur des avants en remplacement de Marc Dantin.

## Palmarès
- Championnat de France de 1re division fédérale :
  - Champion : 2008 avec l'US Colomiers.

## Clubs

### Joueur
- 2003-2006 : Stade aurillacois
- 2006-2015 : Colomiers rugby

### Entraîneur
| Saison      | Club            | Division | Poste  | Classement                 | Coupe d'Europe | Challenge européen |
| ----------- | --------------- | -------- | ------ | -------------------------- | -------------- | ------------------ |
| 2018 - 2019 | Colomiers rugby | Pro D2   | Avants | 13e                        | -              | -                  |
| 2019 - 2020 | Colomiers rugby | Pro D2   | Avants | 1re (arrêt du championnat) | -              | -                  |
| 2020 - 2021 | Colomiers rugby | Pro D2   | Avants | 5e, éliminé en barrages    | -              | -                  |
| 2021 - 2022 | Colomiers rugby | Pro D2   | Avants | 6e, éliminé en barrages    | -              | -                  |
| 2022 - 2023 | Colomiers rugby | Pro D2   | Avants | 7e                         | -              | -                  |